# Zvěšinec

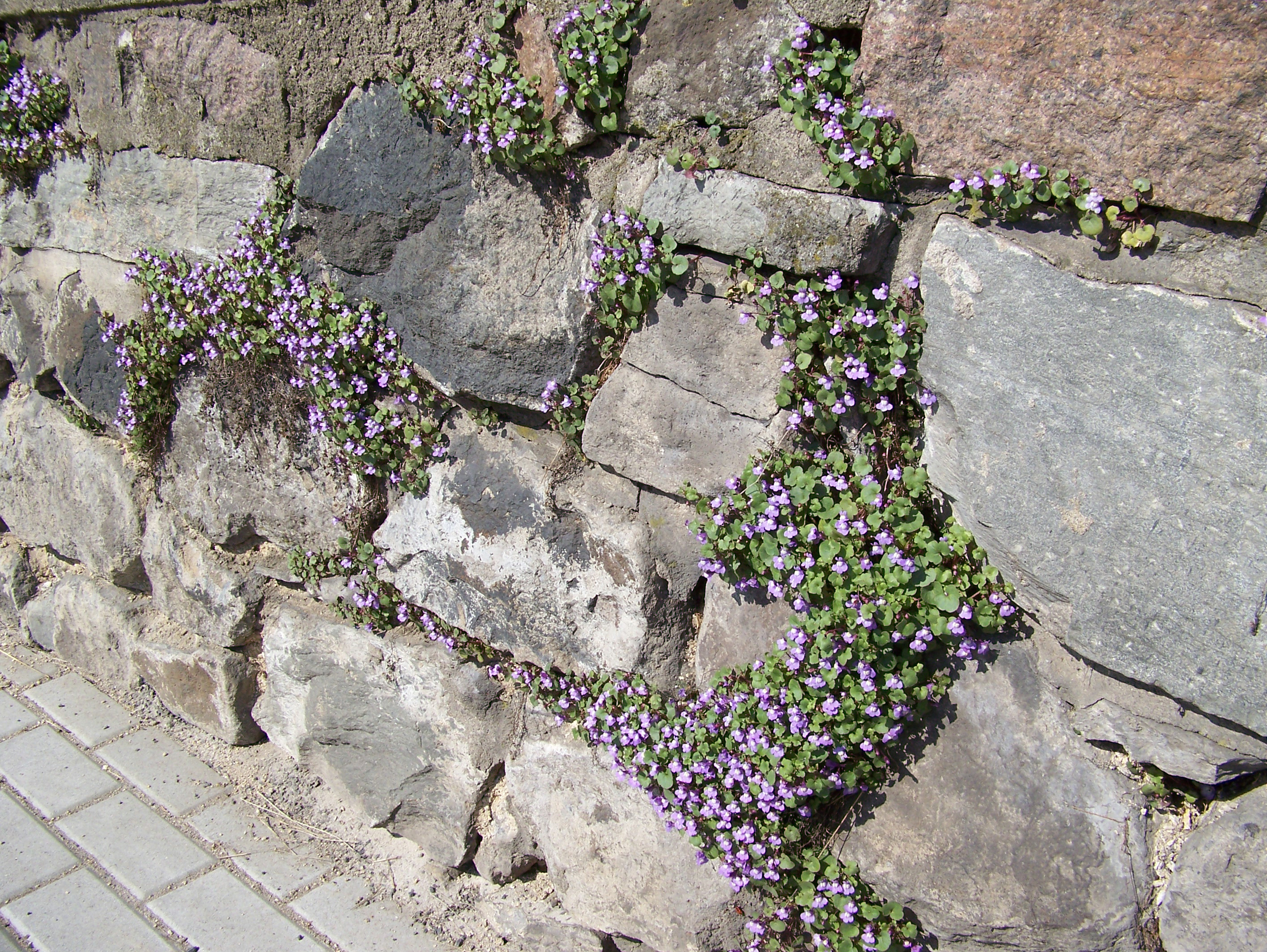
Zvěšinec zední ve spárách zdi

Zvěšinec (Cymbalaria) je rod rostlin z čeledi jitrocelovité, zahrnující asi 17 druhů. Jsou to jednoleté nebo vytrvalé byliny s tenkými poléhavými lodyhami a jednotlivými pyskatými květy s ostruhou. Květy jsou opylovány zejména drobnými včelami, plody vrůstají do skalních spár v okolí rostliny. Rostliny obývají reliktní skalnatá stanoviště a jsou rozšířeny zejména ve východním Středomoří.
Zvěšinec zední a zvěšinec bledý jsou pěstovány jako okrasné trvalky například k ozelenění kamenných zídek a v řadě temperátních oblastí světa na antropogenních stanovištích zdomácněly.

## Popis
Zvěšince jsou krátkověké vytrvalé nebo i jednoleté byliny s plazivými, poléhavými nebo vystoupavými, tenkými, olistěnými stonky. Rostliny mohou být lysé, chlupaté nebo i vlnaté. Listy jsou jednoduché, řapíkaté, střídavé nebo vstřícné, okrouhlé až ledvinité, většinou laločnaté nebo hrubě zubaté. Květy jsou fialové se žlutým nebo načervenalým středem, jednotlivé, oboupohlavné, dvoustranně souměrné, dlouze stopkaté. Kalich je pětičetný, většinou mírně dvoustranně souměrný, hluboce členěný. Koruna je dvoupyská, s válcovitou nebo kuželovitou ostruhou a uzavřeným ústím korunní trubky. Horní pysk je dvoulaločný, spodní trojlaločný. Plodné tyčinky jsou čtyři, dvoumocné, mimo to je přítomno drobné sterilní staminodium. Semeník je kulovitý až vejcovitý, obsahuje mnoho vajíček a nese čnělku zakončenou lehce hlavatou bliznou. Báze semeníku je obklopena prstencovitým nektáriem. Plodem je dvoupouzdrá tobolka, každé pouzdro se otevírá trojzubým otvorem. Obsahuje mnoho drobných, tmavě hnědých až černých, elipsoidních až téměř kulovitých semen se skulpturovaným nebo hladkým osemením.

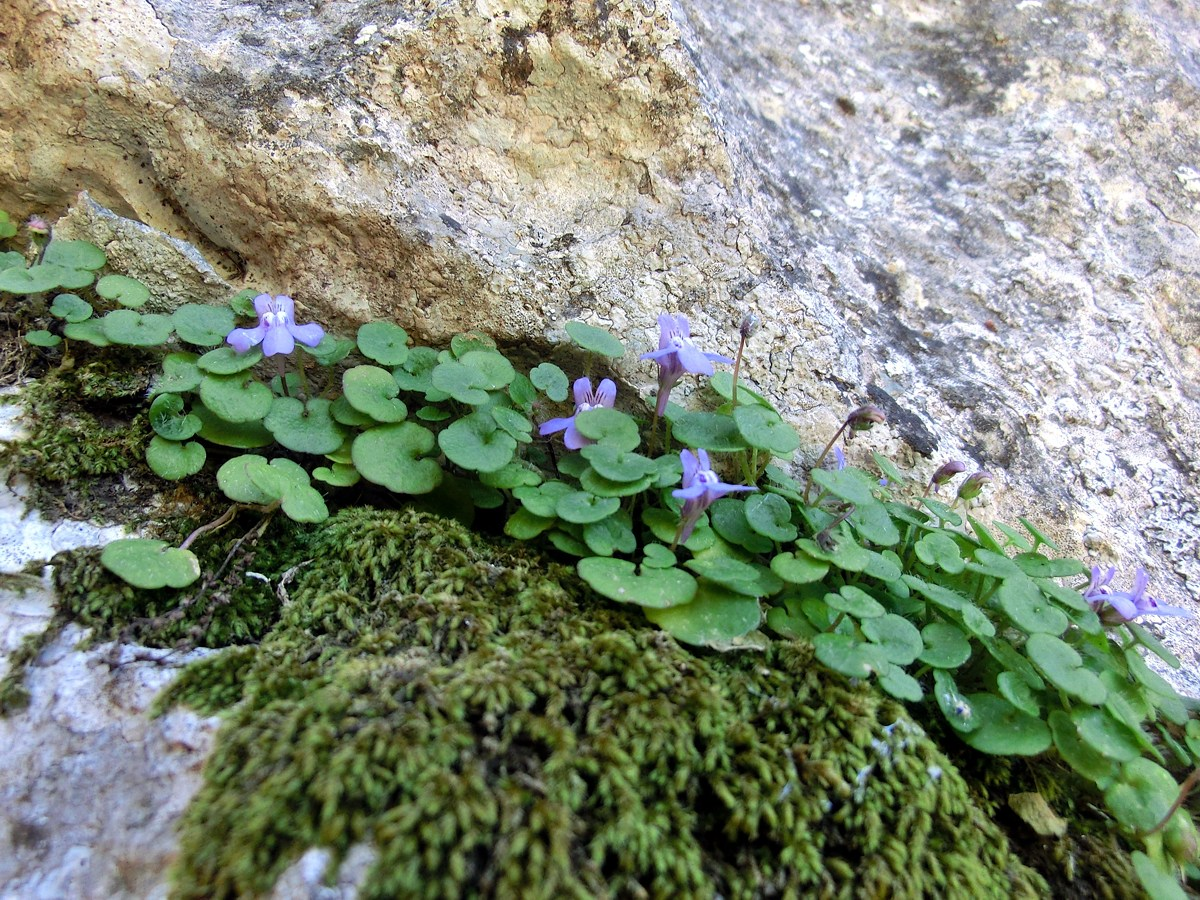
Jihoevropský zvěšinec Cymbalaria aequitriloba
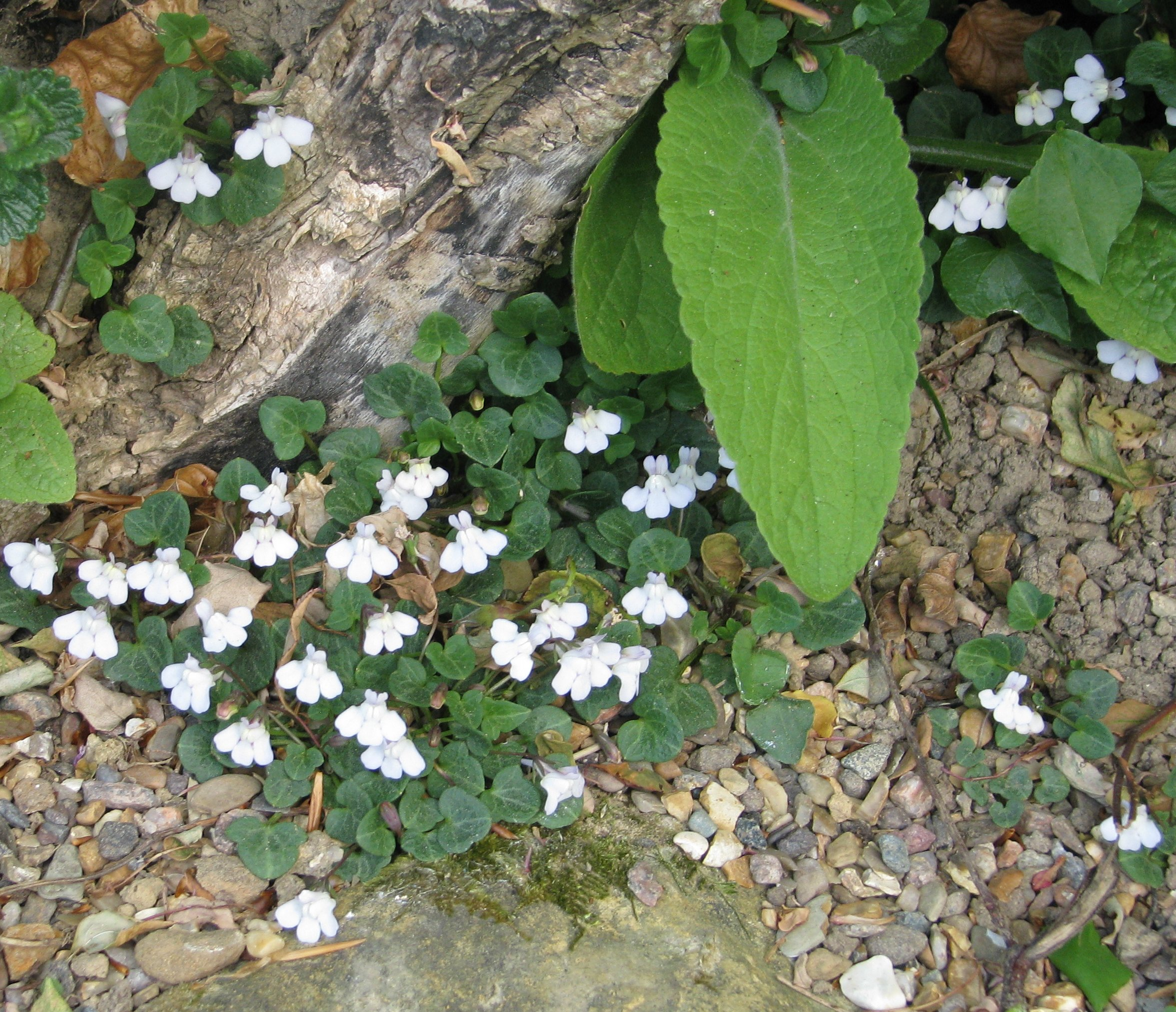
Cymbalaria hepaticifolia, endemit Korsiky
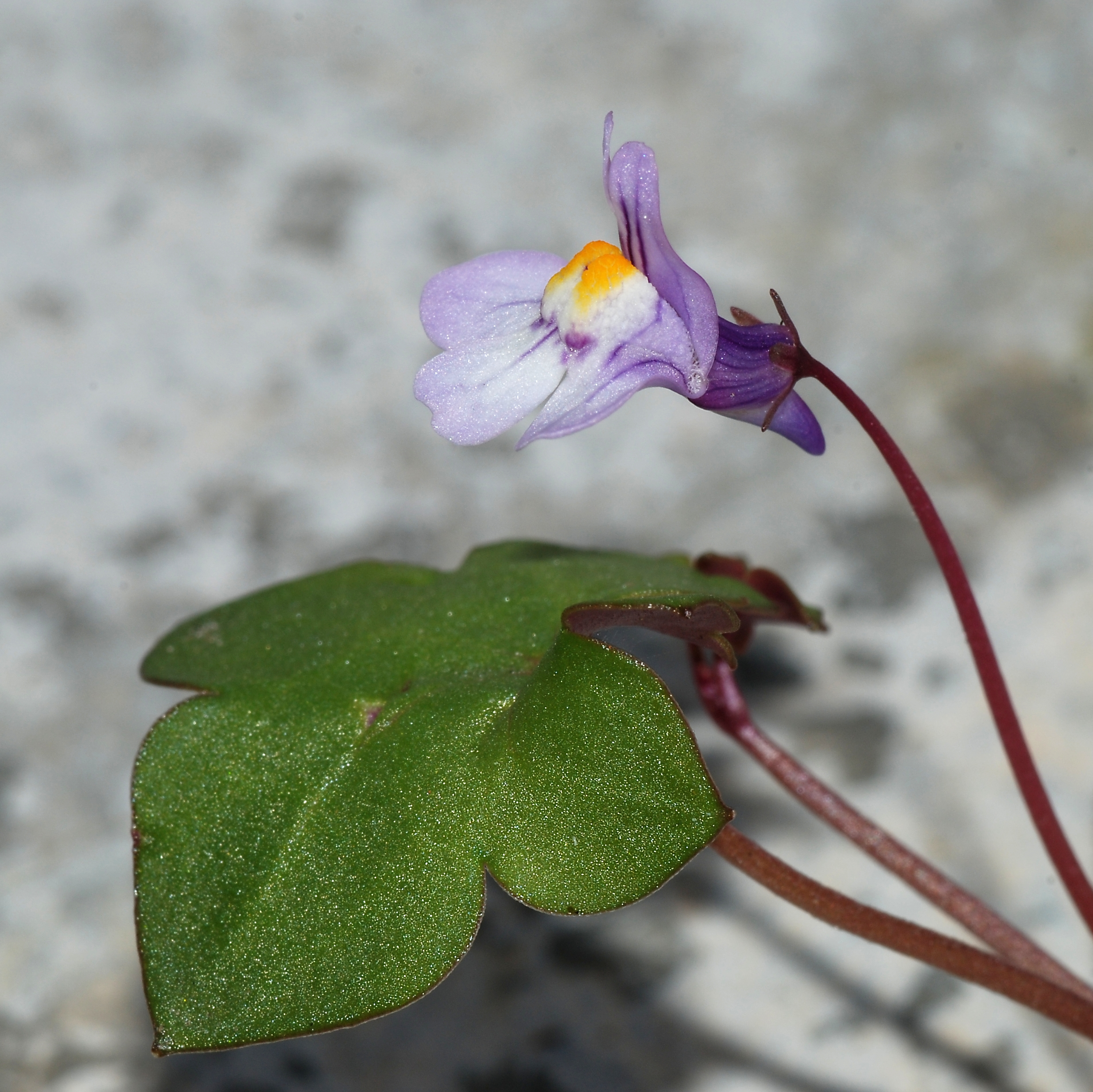
Květ a list zvěšince zedního
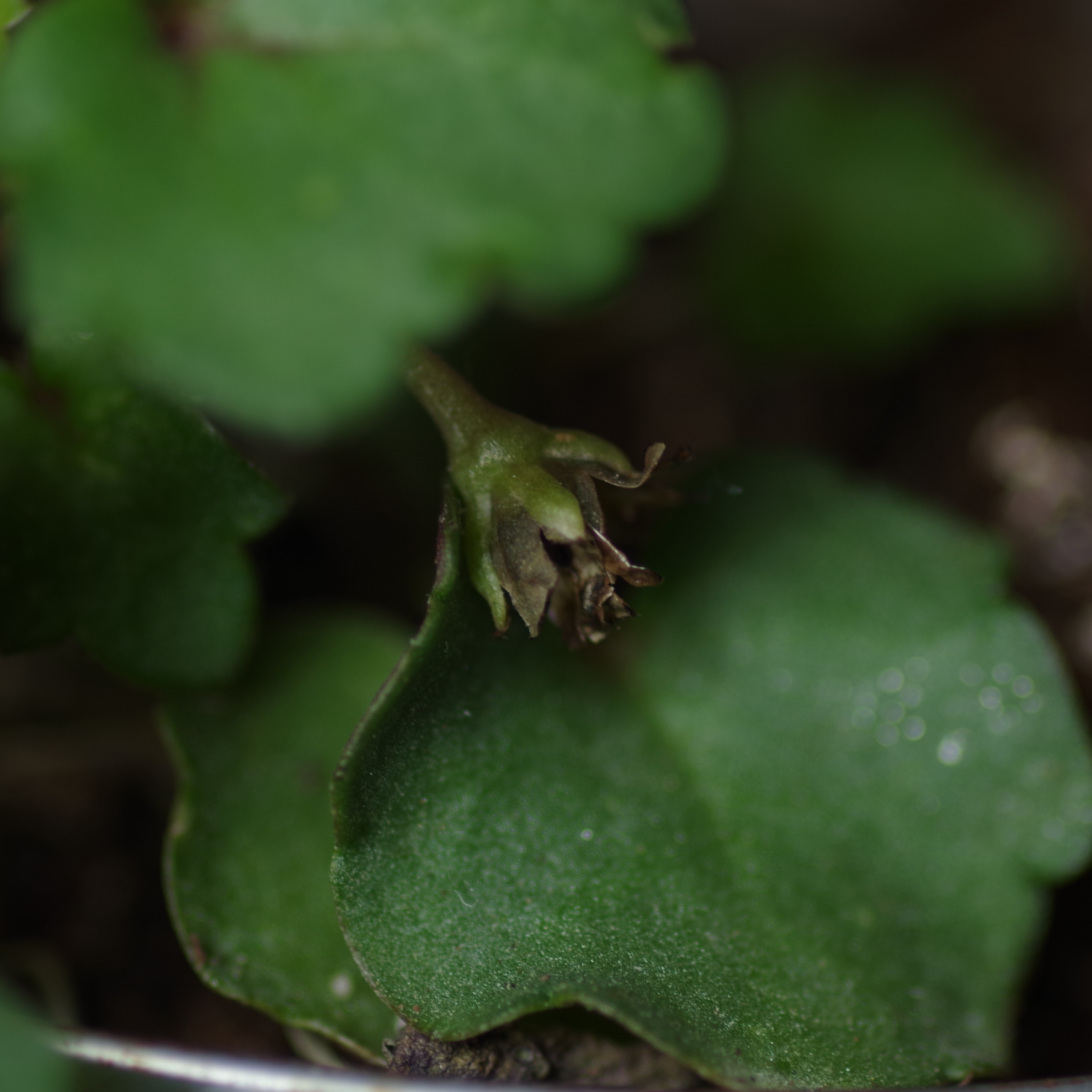
Otevřená tobolka zvěšince zedního

## Rozšíření
Rod zvěšinec zahrnuje 17 druhů a je přirozeně rozšířen v jižní Evropě a jihozápadní Asii v oblasti od Francie po Írán a Irák. Centrum druhové diverzity je ve východním Středomoří. V severní Africe se žádný druh přirozeně nevyskytuje. Zvěšinec zední pochází z jižních úbočí Alp, vlivem pěstování zplaněl v temperátních oblastech různých částí světa včetně České republiky. Do střední Evropy byl introdukován z Itálie již v 16. století. Obývá zpravidla antropogenní biotopy, jako jsou kamenné zídky nebo zdi, do přirozených skalních společenstev zde nevstupuje. V České republice se vyskytuje roztroušeně zejména v okolí lokalit jeho původního pěstování, jako jsou hrady, zámky, kláštery a podobně. Výjimečně zplaňuje i řidčeji pěstovaný zvěšinec bledý.
Zvěšince rostou v přírodě na skalnatých stanovištích, kde obývají zejména skalní trhliny a rozsedliny. Mají poměrně široké ekologické rozpětí od pobřežních oblastí až po subalpínský stupeň. Jejich výskyt je reliktní, na místech která v průběhu ledových dob představovala klimatická refugia. Několik druhů má rozlehlý, avšak fragmentovaný a nespojitý areál, jiné jsou úzké endemity relativně nevelkých území.

## Ekologické interakce
Květy zvěšince zedního jsou opylovány zejména včelami a čmeláky. Nejčastěji je opylují drobné druhy včel, které snáze pronikají do šklebivé koruny květu než robustní včely či čmeláci. V Americe se na těchto rostlinách příležitostně živí housenky některých babočkovitých motýlů (Euphydryas chalcedona, Junonia coenia, Junonia evarete).
Zvěšince mají zajímavý způsob šíření semen. Stopka plodu se po odkvětu prodlužuje a stáčí směrem dolů. Ve stopkách plodů jsou buňky citlivé na světlo, které směřují jejich růst směrem do blízkých temných skalních spár (negativní fototropismus), kde se tobolky teprve otevírají. Klíčící semena tak mají na extrémním stanovišti zajištěno vhodné mikroklima. Z tobolek, které se neukotví ve spáře, vypadávají semena volně do okolí a umožňují šíření semen i na větší vzdálenosti.

## Taxonomie a vývoj
Rod Cymbalaria je v rámci čeledi Plantaginaceae řazen do tribu Antirrhineae. V minulosti byl spojován s rodem Linaria. Sesterským rodem je monotypický rod Asarina, rozšířený v západním Středomoří. K oddělení vývojové větve zahrnující oba rody došlo asi před 10 milióny let. K oddělení obou rodů a vzniku rodu Cymbalaria došlo v pozdním miocénu asi před 4 milióny let v oblasti středovýchodního Středomoří. Následovala rychlá diverzifikace do 3 vývojových linií.
Rozdíl v počtu udávaných druhů v různých zdrojích souvisí zejména s neustáleným pojetím druhu Cymbalaria microcalyx a skupiny morfologicky podobných druhů (C. ebelii, C. minor, C. acutiloba), které jsou někdy uváděny jako poddruhy C. microcalyx. Fylogenetická analýza však prokázala, že tyto druhy představují různé vývojové větve, promísené vývojovými větvemi jiných druhů. V roce 2021 byly popsány dva nové jihoevropské druhy.
Nevyjasněná dosud zůstává taxonomická pozice druhu Cymbalaria pluttula, známého ze severního Iráku. Někteří taxonomové tento druh řadí do rodu Chaenorhinum. V roce 2015 byl ze západního Íránu popsán nový druh Cymbalaria bakhtiarica.

## Zástupci
- zvěšinec bledý (Cymbalaria pallida)
- zvěšinec převislý (Cymbalaria longipes)
- zvěšinec trojlaločný (Cymbalaria microcalyx)
- zvěšinec zední (Cymbalaria muralis)[2][9]

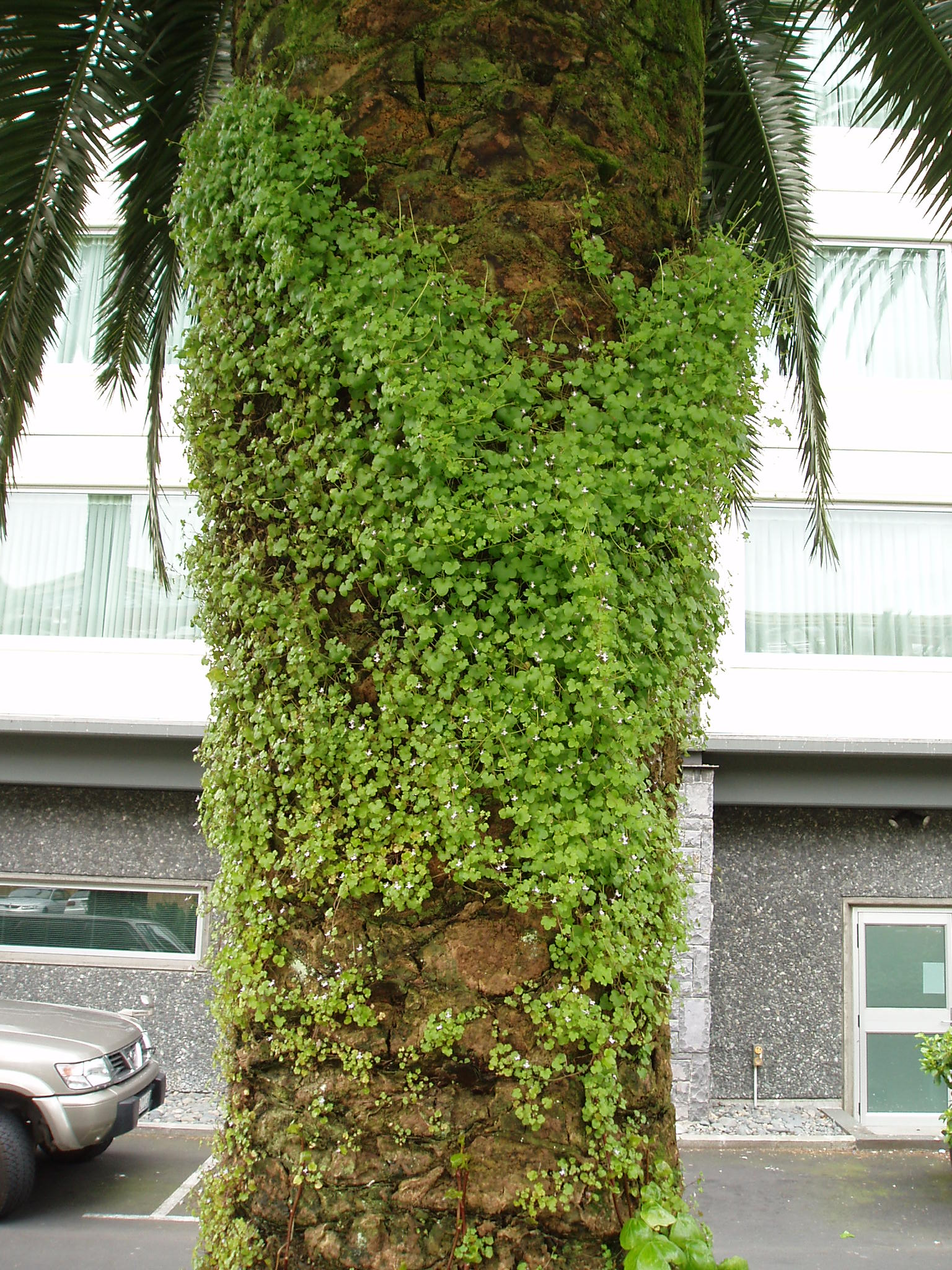
Kmen palmy bohatě porostlý zvěšincem zedním

## Význam
Zvěšinec zední a zvěšinec bledý jsou pěstovány jako okrasné trvalky, vhodné zejména k ozelenění kamenných zídek. Řidčeji se pěstují i jiné druhy, například jihoevropský zvěšinec Cymbalaria aequitriloba.
Zvěšinec zední připomíná chutí řeřichu a v jižní Evropě je občas přidáván do salátů. Je také dobrým zdrojem vitamínu C proti kurdějím. Podle některých údajů může být mírně jedovatý. Své místo nalezl i v tradiční indické medicíně, kde je používán k posílení funkce jater, při cukrovce a jako antimikrobiální prostředek, zevně na čerstvá zranění k zastavení krvácení.